# Koboldo
Koboldo è una cittadina della Russia estremo orientale, situata nella oblast' dell'Amur. Dipende amministrativamente dal rajon Selemdžinskij.
Sorge nella parte orientale della oblast', lungo il corso della Selemdža.